# Olympische Jugend-Sommerspiele 2010/Teilnehmer (Myanmar)
| Gelbes Symbol für Goldmedaillen mit stilisierten Olympischen Ringen | Graues Symbol für Silbermedaillen mit stilisierten Olympischen Ringen | Braundes Symbol für Bronzemedaillen mit stilisierten Olympischen Ringen |
| ------------------------------------------------------------------- | --------------------------------------------------------------------- | ----------------------------------------------------------------------- |
| —                                                                   | —                                                                     | —                                                                       |

Die Jugend-Olympiamannschaft aus Myanmar für die I. Olympischen Jugend-Sommerspiele vom 14. bis 26. August 2010 in Singapur bestand aus vier Athleten.

## Athleten nach Sportarten

### Bogenschießen
Jungen
- Gyi Aung Gyi
Einzel: 17. Platz
Mixed: 17. Platz (mit Gwak Ye-ji  Südkorea)

### Gewichtheben
Mädchen
- Khine Kay Khine
Federgewicht: 7. Platz

### Leichtathletik
Mädchen
- Swe Li Myint
1000 m: 24. Platz

### Taekwondo
Jungen
- Shein Naing Dwe
Klasse bis 55 kg: 5. Platz